# Ram Prakash Gupta
Ram Prakash Gupta (ur. 1923, zm. 1 maja 2004) – polityk indyjski.
W latach 1999–2000 sprawował funkcję premiera rządu stanowego Uttar Pradesh; od maja 2003 był gubernatorem stanu Madhya Pradesh, zastąpił na tym stanowisku Phai Mahavira.
Po śmierci Prakasha Gupty obowiązki gubernatora Madhya Pradesh przejął czasowo Krishna Mohan Seth, gubernator stanu Chhattisgarh.